# Coloma (Kalifornija)
Coloma je naseljeno područje za statističke svrhe u američkoj saveznoj državi Kalifornija. Prema popisu stanovništva iz 2010. u njemu je živjelo 529 stanovnika.